# ISRU
ISRU(In situ resource utilization)는 달이나 화성에서 현지의 자원을 활용하여 필요한 물자를 생산하는 시설을 말한다. 현지 자원 활용이라고도 부른다.

## 역사
루나 아웃포스트는 다음과 같이 구성된다.
- 거주 모듈
- 태양 전지
- 로버
- ISRU
- 달 탐사차

## 용도

### 물
미국의 화성 탐사차 퍼서비어런스 (탐사차)에 실린 MOXIE라는 장비에서, 현지의 이산화탄소를 이용해 산소를 생산하는데 성공했다.
현지에서 생산한 물은 직접 식수, 식량 재배, 산소 생산, 기타 여러 가지 작업에 사용할 수 있다.
레골리스, 얼음, 영구 동토층에서 획득한 얼음을 가열하여 물을 만들 수 있다. 그러나 얼음과 영구 동토층은 종종 평범한 암석보다 더 단단하여 힘든 채굴 작업을 필요로하기 때문에 보기만큼 쉽지는 않다.

### 로켓 연료
달 남극에서 탐지된 얼음을 처리하여 달 표면에서 로켓 추진제 생산을 할 수 있다. 극복해야 할 과제는 극저온에서 작업해야 한다는 점, 레골리스에서 추출해야 한다는 문제가 있다. 대부분의 계획은 물을 전기 분해하여 수소와 산소를 생성하고 극저온으로 액체로 저장한다. 이를 위해서는 많은 양의 장비와 전력이 필요하다. 핵 또는 태양열 로켓에서 물을 가열하는 것도 가능하다. 단일 추진제인 과산화수소(H2O2)는 화성과 달의 물에서 만들 수 있다. 알루미늄과 다른 금속은 달의 자원을 사용하여 만든 로켓 추진제로 사용할 수 있다. 화성의 경우 메탄 추진제는 Sabatier 공정을 통해 제조 할 수 있다.

### 태양전지판
달 토양에 존재하는 물질로부터 태양 전지를 생산할 수 있다. 태양 전지 생산에 필요한 세가지 주요 재료인 실리콘, 알루미늄, 유리는 달 토양에서 고농도로 발견되며 태양 전지 생산에 활용될 수 있다. 달 표면의 기본 진공은 태양 전지용 박막 재료의 직접 진공 증착을 위한 우수한 환경을 제공한다. 달 표면에서 생산한 태양 전지판은 달 표면 작업을 지원하는 데 사용될 수 있으며 달 표면에서 떨어져있는 위성을 지원하는 데 사용될 수 있다.

### 건축자재
행성이나 달의 식민지화를 위해서는 레골리스와 같은 지역 건축 자재를 확보해야만 한다. 예를 들어, 에폭시 수지와 테트라에 톡시 실란을 혼합한 인공 화성 토양을 사용하는 연구에서는 강도, 저항 및 유연성 매개 변수 값이 충분히 높았다.
소행성 채굴을 통해서 우주에서 건축 자재를 위한 금속을 추출할 수 있다. 이는 지구, 달, 화성에서 추출하는 것 보다 비용이 적게 든다. 금속성 소행성은 귀금속을 포함하여 엄청난 양의 친친성 금속을 포함하고 있다.